# NGC 3613
NGC 3613 é uma galáxia elíptica (E6) localizada na direcção da constelação de Ursa Major. Possui uma declinação de +58° 00' 02" e uma ascensão recta de 11 horas, 18 minutos e 35,9 segundos.
A galáxia NGC 3613 foi descoberta em 8 de Abril de 1793 por William Herschel.